# Youndegin
Youndegin is een plaats in de regio Wheatbelt in West-Australië. Het ligt 155 kilometer ten oosten van Perth, 18 kilometer ten oosten van Northam en 18 kilometer ten zuiden van Cunderdin.

## Geschiedenis
De oorspronkelijke bewoners van de streek waren de Balardong Nyungah Aborigines.
Ontdekkingsreiziger Charles Cooke Hunt verkende de streek in 1864 op zoek naar weidegebied. Hij vermeldde een heuvel die de Aborigines Youndegin noemden. Een van de eerste kolonisten in de streek, E.J. Clarkson, werd door Aborigines gedood en er werd een politiepost gevestigd. Politieagent Allerly was de eerste die de post bezette. In 1880 arriveerde politieagent Alfred Eaton en nam de politiepost over.
Door de goldrush van 1888, na de vondst van goud in de Yilgarn en later in de oostelijke goudvelden, trokken nogal wat goudzoekers door de streek. Eaton bouwde de herberg Youndegin Arms om daar munt uit te slaan. De overheid besliste grondkavels te koop aan te bieden en stichtte in 1892 het dorp Youndegin. Het werd naar de heuvel vernoemd. In 1894 werd de Eastern Goldfields Railway ten noorden van Youndegin aangelegd en de stroom goudzoekers die langs Youndegin reisde nam af. Eaton sloot zijn herberg en de plannen om Youndegin tot een plaatselijk knooppunt uit te bouwen werden opgeborgen. Eaton nam ontslag als politieagent en werd landbouwer.

## Beschrijving
Youndegin maakt deel uit van de Shire of Cunderdin.
In 2021 telde Youndegin 33 inwoners.
De oorspronkelijke politiepost staat er nog steeds en kan bezocht worden.

## Meteorieten
In en rond Youndegin werden vanaf 1884 metalen voorwerpen gevonden die afkomstig bleken te zijn van een meteorietenregen. In totaal werd reeds meer dan 3,5 ton metaal gevonden. Minstens 15 stukken werden ondergebracht in verschillende musea.

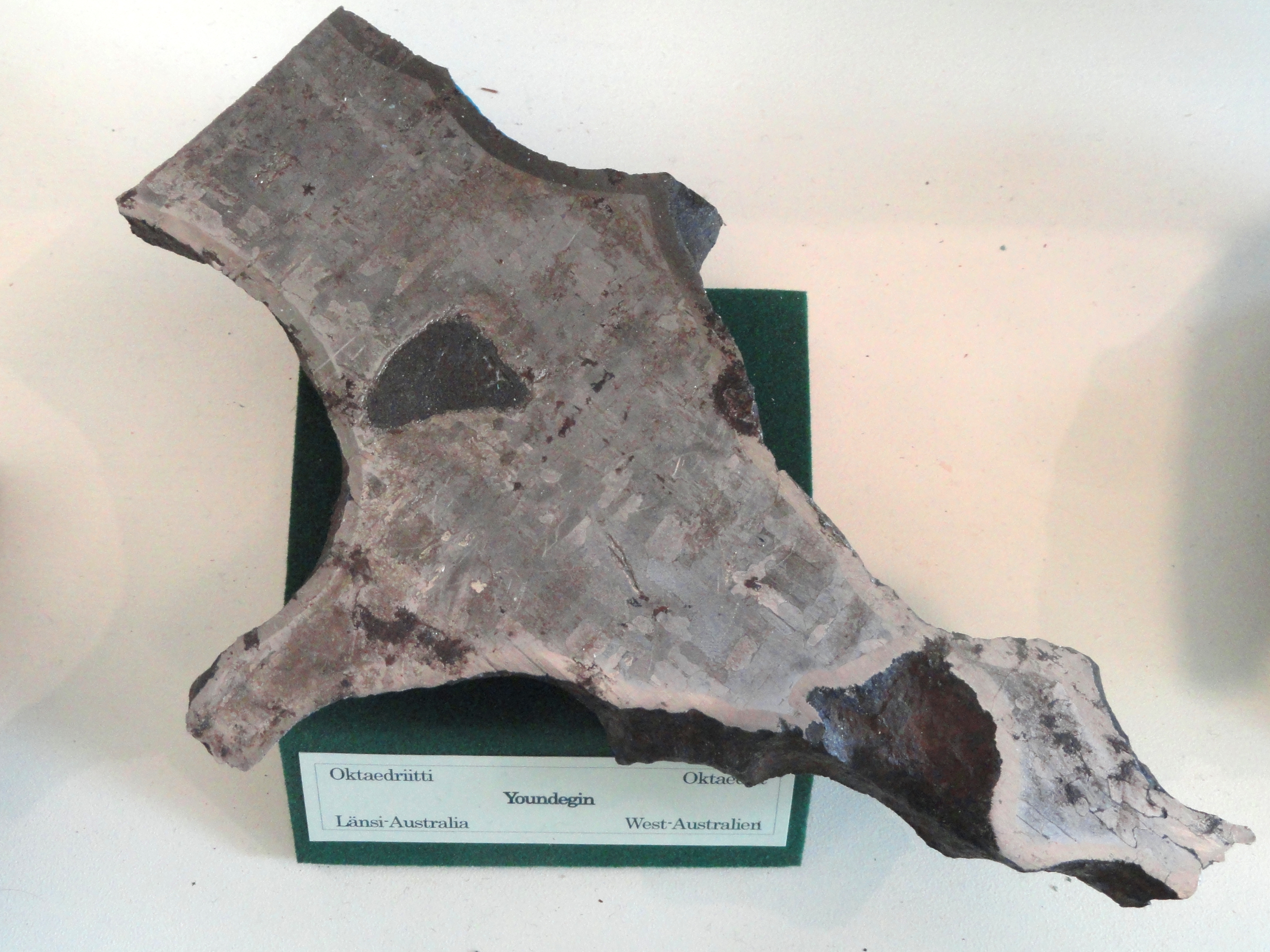
Youndegin meteoriet